# 土曜ほっとタイム
『土曜ほっとタイム』（どようほっとタイム）は、NHKラジオ第1放送で、2000年4月8日から2004年3月13日まで放送されたラジオ番組。

## 概要
以前から「午後のロータリー」「こんにちはラジオセンター」など、平日と同じタイトル・内容で放送していた番組が土曜日も放送されていたが、1990年代から「土曜サロン」として著名人のインタビューや週末のイベント情報なども絡ませて、週末の午後のひと時をゆったりと過ごしてもらおうと企画された。
その後「ラジオほっとタイム」の週末版として、2000年度～2003年度にかけて山根基世アナをDJに迎えてこのタイトルに変更したが、2004年度から月末に放送していた「かんさい土曜ほっとタイム」が毎週放送となったために東京発は2004年3月で終了した。